# Gunnarps kyrka
Gunnarps kyrka är en kyrkobyggnad tillhör Gunnarps församling i Göteborgs stift. Den ligger i kyrkbyn Gunnarp i Falkenbergs kommun.

## Historia
En första kyrka i Gunnarp fanns sannolikt redan på 1200-talet då dopfunten är från den tiden. På 1740-talet byggdes en ny kyrka i trä och med torn, som emellertid totalförstördes i en brand orsakad av blixtnedslag den 19 juni 1753. 

## Kyrkobyggnaden
Den nuvarande kyrkan byggdes 1755-1756 och är en av Hallands få träkyrkor. Vid invigningen fick kyrkan namn efter dåvarande kung Adolf Fredrik. Den har utvändigt vitmålad träpanel och i väster ett brett torn, byggt i tre våningar, obetydligt högre än långhuset och krönt av ett kors. Långhuset har ett högt koppartäckt sadeltak. Vapenhuset ligger söder om koret och sakristian i norr. 
Invändigt är timmerväggarna synliga. Korfönstren har målningar. Det dröjde till 1860-talet innan några större reparationer utfördes. Ny orgel, altare och predikstol insattes då. 

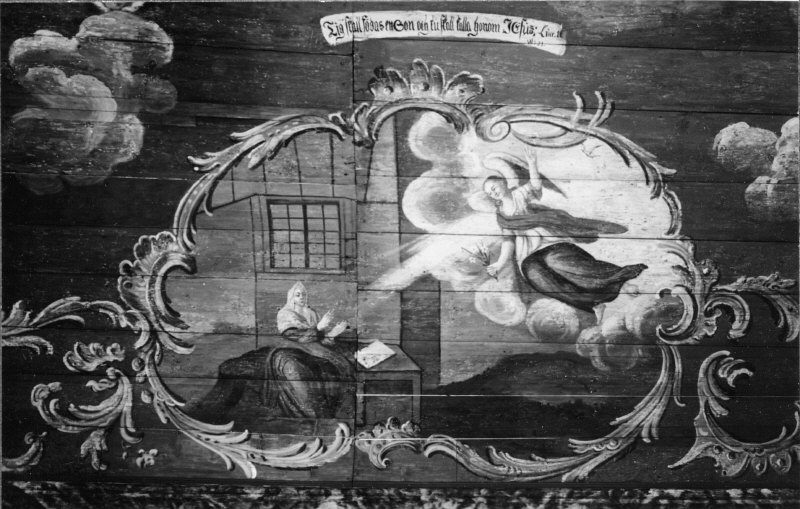
Del av takmålningen.

### Dekorationsmålningar
Tak, väggar och apostlabilder på läktarbröstningen målades 1782 av Henrik Andersson Wibeck från Varberg. Takmålningarna övermålades först 1881 och vid restaureringen 1908 kläddes taket med pärlspont och väggarna med säckväv. Läktarbröstningens brädor såldes.  Under tiden 1908-1945 var dock kyrkorummet målat i ljusblå färg.  

### Restaurering 1949
Den senaste restaureringen 1949 syftade till att återställa kyrkans 1700-talsutseende. Man tog fram Wibecks takmålningar under ledning av Thorbjörn Engblad, som även rekonstruerade läktarbröstningens bemålning med ledning av några återfunna fragment och väggarnas draperimålningar. Grunden förbättrades, tornet höjdes, kupolen gjordes smäckrare och nytt tak av kopparplåt lades. Vapenhuset ersattes med en stentrappa och dörr direkt in i kyrkan. Nya bänkar sattes in. Ett kors, som kom till vid 1800-talsrestaureringen, flyttades till södra långväggen. Ett nytt altarskåp tillverkades 1949. Vidare installerades elektrisk belysning och centralvärme. Invigningen efter denna omfattande renovering förrättades den 18 december 1949 av biskop Bo Giertz. 

## Inventarier
- Altare och predikstol är från 1866 och tillverkade av Johannes Johansson i Mjöbäck.
- Altarskåpet är utfört 1949 av konstnären Erik Abrahamsson, Stockholm.
- En äldre altaruppsats från 1651 finns också bevarad.
- Ett krucifix i silver hänger över dopaltaret. Det skänktes till kyrkan 1758.
- Dopfatet i nysilver är från 1908. Det finns även ett äldre i mässing från 1600-talet.
- Storklockan omgöts 1793 och lillklockan är från 1767.

### Dopfunt

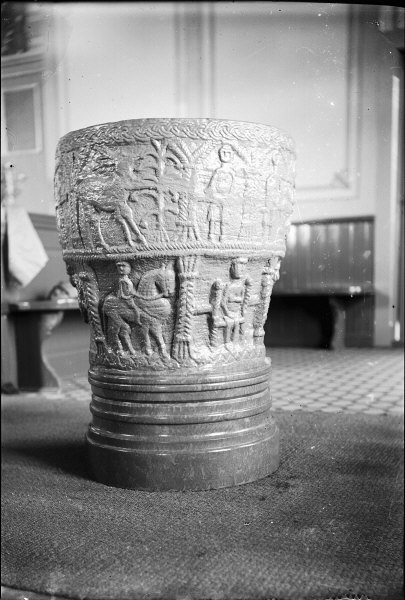
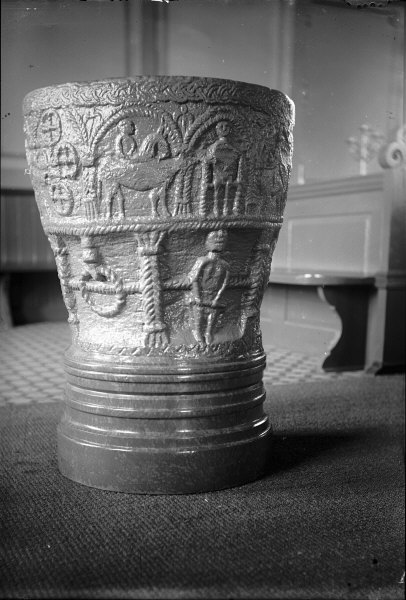
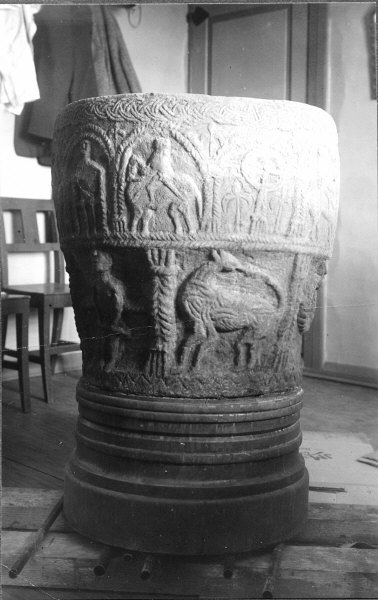
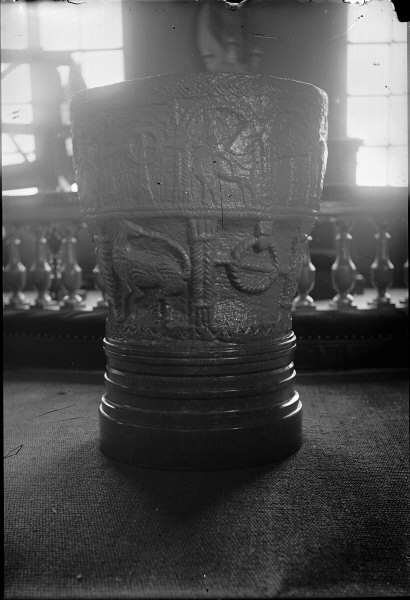

Den medeltida dopfunten av röd sandsten är i ett stycke. Den är cylindrisk och något avsmalnande nedåt och daterad till omkring år 1200. Den är indelad i två rader med figurreliefer. Den övre är dessutom indelad av repstavsornament och den undre av kolonner och dubbel repstav. Den övre raden har följande figurer: kors, ryttare, korsmärkt ring på skaft omgiven av två stående franska liljor, ryttare, man som tronar på romansk stol, ryttare, fyra korsmärkta ringar, två stående män samt hjort som betar på träd. Den undre radens figurer: djur som biter sig själv i svansen, man som håller ett föremål, bärring, man som tronar på romansk stol samt ryttare. Funten är lagad och placerad i koret.

### Orgel
En ny orgel med äldre material byggd av Tostareds Kyrkorgelfabrik installerades 1960. Den renoverades och utökades av samma byggare 1986 och har nu sjutton stämmor fördelade på två manualer och pedal. Orgelns fasad är från 1867 och icke ljudande. Eventuellt målades den om 1881 då kyrkan renoverades.

## Kyrkogård
Huvudentrén i väster har en grind av smide med årtalet 1882. I norr finns en senare tillkommen kyrkogårdsdel, byggd i tre etapper med trappor som leder till de olika delarna. I öster finns en smidesgrind med årtalet 1949. I söder finns stora gräsytor, en damm och ytterligare en kyrkogård som tillkom 1973.